# Alejandra López Gabrielidis
Alejandra López Gabrielidis (Mendoza, Argentina, 1986) és una filòsofa i professora universitària argentina especialitzada en art i tecnologies digitals.
Llicenciada en Filosofia per la Universitat Nacional de Cuyo a Mendoza (Argentina), amb un Màster en Art i Tecnologia digital per la Universitat de Rennes 2 (França) i doctorada en “Estudis avançats en Produccions Artístiques” a la branca “Art a l'Era Digital” per la Universitat de Barcelona (UB) amb cotutela per la Universitat de Rennes 2, Alejandra López Gabrielidis, en la seva recerca, examina les noves modalitats de corporalitat que sorgeixen en relació amb el fenomen de la datificació, analitzant les relacions que es teixeixen entre les dades i el cos des d'un paradigma d’agencialitat i cognició distribuïdes. Darrerament ha treballat com a investigadora a Tecnopolítica, en el grup Communication Networks and Social Change (CNSC) del Internet Interdisciplinary Institute (IN3) de la Universitat Oberta de Catalunya (UOC), i és cocoordinadora del Vector de Conceptualització Sociotècnica. També ha treballat com a professora de Teories Crítiques del Disseny Interactiu, Comportament Digital i Internet Mining a ELISAVA, i d'Estètica i Nous Mitjans a l'Escola Superior de Disseny (ESDi). Ha traduït el llibre de Franco «Bifo» Berardi Fenomenología del Fin. Sensibilidad y mutación conectiva (2017) i ha publicat articles i assaigs en diverses revistes i editorials com Holobionte, BRAC, InterARTive, Teknokultura, Arquine, El Salto i textos d'exposicions com «Ssssssssilex» (La Capella) o «Cos i Ficció» (Dilalica).
L'any 2022 guanyà la Beca Postdoctoral Irla 2022-2023, amb un projecte desenvolupat a la Universitat Oberta de Catalunya, amb el títol «Del cos al núvol. Democratitzar la Intel·ligència Artificial» que cerca explorar les possibilitats de repensar la Intel·ligència Artificial des de bases socials i democràtiques.